# Grindelwald-Fieschergletscher

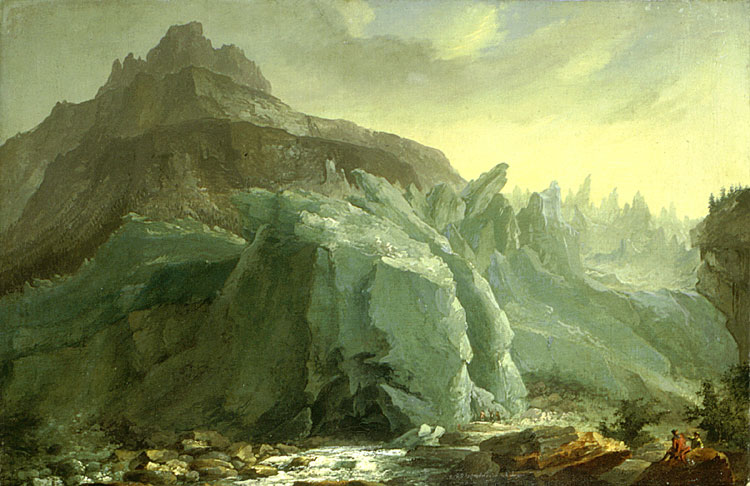
Grindelwald-Fieschergletscher von Caspar Wolf (1774–1777).

Der Grindelwald-Fieschergletscher – auch Eismeer (bzw. auf der Landeskarte mundartlich Ischmeer) – ist ein Gletscher in den Berner Alpen in der Schweiz. Sein Name ist von der Bezeichnung der Station „Eismeer“ der Jungfraubahn abgeleitet, von der man früher zum eigentlichen Eismeer (östlich gelegener Hauptast des Unteren Grindelwaldgletschers) sah.
Der Gletscher bildete früher das westliche Nährgebiet des stark zurückgeschmolzenen Unteren Grindelwaldgletschers.

## Geografie
Der höchste Punkt des Firngebiets liegt auf dem Gipfel des Mönchs auf 4107 m Höhe. Bei ungefähr 1800 m endet die Gletscherzunge (Stand 2022), die wegen der Gletscherschmelze seit Jahren rasch zurückweicht.
Der Gletscher bedeckt eine Fläche von etwa zehn Quadratkilometern. Er liegt östlich des Bergmassivs von Eiger und Mönch sowie nördlich des Verbindungskammes vom Mönch zum Fiescherhorn. Im Osten begrenzen der Grat zum Pfaffestecki und der Abhang am Zäsenberg das Gletscherfeld.
Der Hauptstrom des Eises nimmt im Firnfeld an der Nordostflanke des Mönchs seinen Anfang und fliesst zuerst in nordöstlicher Richtung zwischen Walchergrat und Eiger-Südgrat auf einer Strecke von zweitausend Metern über einen ausgedehnten Gletscherbruch rasch mehr als eintausend Meter in die Tiefe. Dieser Abschnitt heisst schlicht  Eismeer. Auf einem Felsgrat rechts dieses Gletscherbereichs, der Station Eismeer gegenüber, steht die Berglihütte des SAC. Im Norden ist der Hanggletscher Challifirn  mit dem Eismeer verbunden. Der westliche Bereich des Challifirns gehört zum Nährgebiet des Eismeeres, während sein nördlicher Abschnitt als eigener Gletscherstrom unter dem Mittellegigrat nach Nordosten fliesst und unter dem Abbruchgebiet, das man als Wildschloss bezeichnet, mit seinem Schmelzwasser den Schlosslouwinabach speist.

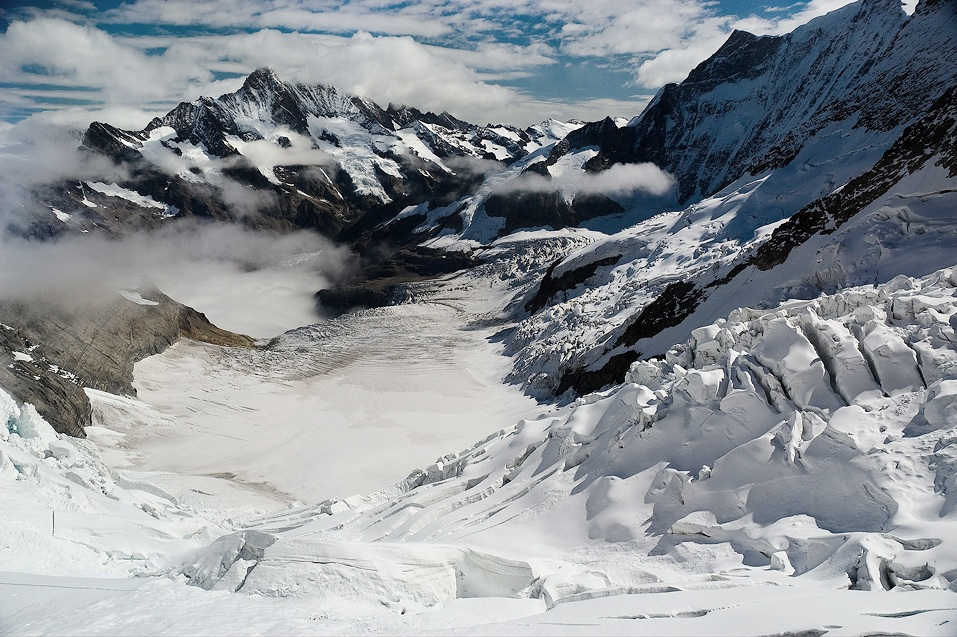
Das Ischmeer von der Station Eismeer aus

Unter den Gipfeln von Walcherhorn und Fiescherhorn liegen hohe Firn- und Eisfelder, von denen gelegentlich Eis abbricht und über die Felspartien des Walchergrats und der Fiescherwand auf den bis zu zweitausend Meter tiefen Gletscher fällt. Unterhalb der hohen Bergwände liegen steile und zerklüftete seitliche Bereiche des Gletschers, der vom Fuss des Eigers mit einer mehrheitlich geglätteten Oberfläche fast vier Kilometer nach Osten fliesst, wo in der Umgebung des Felshangs Heissi Blatta unter einer weiteren Bruchzone seine Gletscherzunge endet.
Zwischen Zäsenberg und dem Felsvorsprung mit der Bezeichnung „Bim gandigen Pfad“ erreichte der Gletscher, gegen Norden fliessend, früher auf der Höhe von etwa 1600 m von links die Zunge des Unteren Grindelwaldgletschers, eine weite, flache Gletscherzone, die auch Unteres Eismeer genannt wurde. Von diesem Bereich aus stiess der Untere Grindelwaldgletscher noch im 19. Jahrhundert durch die Gletscherschlucht bis in das Tal von Grindelwald vor und bildete eine Attraktion für den Tourismus im Berner Oberland.
Durch das Abschmelzen der tieferen Gletscherpartien ist die gemeinsame Gletscherzone von Eismeer und Oberem Eismeer, das vom Finsteraarjoch herunterziehend von Osten den Unteren Grindelwaldgletscher speiste, praktisch ganz verschwunden. Das Schmelzwasser der beiden Gletscher, deren Zungen sich wegen des starken Abschmelzens nicht mehr berühren, speist die Weisse Lütschine.

## Name
Der Fieschergletscher bei Grindelwald – auf der Landeskarte früher auch als Grindelwald-Fiescherfirn bezeichnet – erhielt seinen Namen, weil er unter der Bergkette der Fiescherhörner und dem Walchergrat, der früher Fieschergrat hiess, liegt. Er ist nicht mit dem Fieschergletscher auf der Südostseite des Fiescherhorn-Grünhorn-Massivs zu verwechseln, der vom Massiv des Fiescherhorns gegen Süden durch das Gebiet der Walliser Gemeinde Fieschertal fliesst. Das Bundesamt für Landestopografie hat auf der Landeskarte der Schweiz im Jahr 2006 die Bezeichnung „Grindelwald-Fieschergletscher“, die somit als veraltet gelten kann, durch den Namen Ischmeer ersetzt.